# Souto (Terras de Bouro)

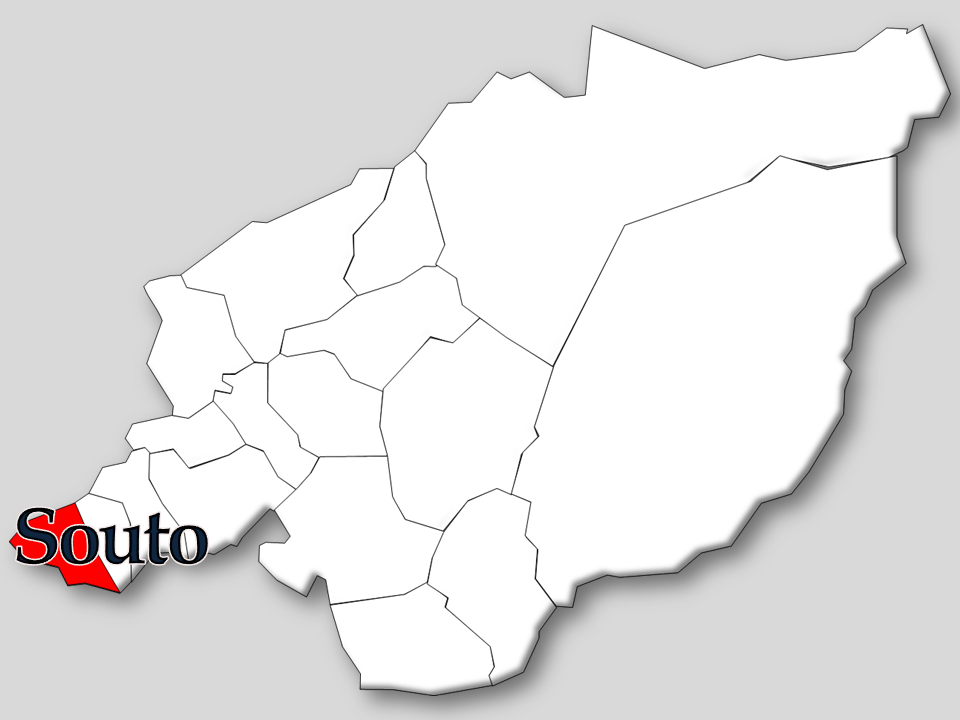
Localização da Freguesia de Souto no Município de Terras de Bouro.

Souto é uma povoação portuguesa sede da Freguesia de Souto do Município de Terras de Bouro, freguesia com 3,98 km² de área e 461 habitantes (censo de 2021), tendo, por isso, uma densidade populacional de 115,8 hab./km².
Constituiu até ao início do século XIX o couto de Souto. Tinha, em 1801, 459 habitantes.

## Demografia
A população registada nos censos foi:
| Distribuição da População por Grupos Etários | Distribuição da População por Grupos Etários | Distribuição da População por Grupos Etários | Distribuição da População por Grupos Etários | Distribuição da População por Grupos Etários |
| -------------------------------------------- | -------------------------------------------- | -------------------------------------------- | -------------------------------------------- | -------------------------------------------- |
| Ano                                          | 0-14 Anos                                    | 15-24 Anos                                   | 25-64 Anos                                   | > 65 Anos                                    |
| 2001                                         | 107                                          | 82                                           | 276                                          | 99                                           |
| 2011                                         | 64                                           | 73                                           | 268                                          | 89                                           |
| 2021                                         | 56                                           | 43                                           | 247                                          | 115                                          |

## Património
- Igreja Paroquial de São Salvador do Souto.

## História
D. Afonso III conferiu o título de “vila” e de “couto” a esta freguesia, outrora denominada Souto da Ribeira.
Deste extinto Couto de Souto, que terminou em 1836, restam escassos vestígios edificados. Trata-se de uma freguesia que sempre ostentou habitações de sólida construção, com escadarias bem trabalhadas de fino granito e com padieiras nos portais que patenteavam datas da sua edificação, com destaque para a casa Maia. Possui casas assinaladas com datas do século XVIII, com portais apalaçados, bem como vestígios, ainda que reduzidos, da antiga “Casa do Concelho” e da casa que serviu de cárcere.
A história desta freguesia atreve-se a tempos remotos das odisseias romanas, denunciadas em Santa Cruz, o lugar geograficamente mais alto da freguesia, por onde passa a Via Nova XVIII, do Itinerário Antonino, no qual se situava o mais importante ponto de referência, com a delimitação dos tombos das freguesias adjacentes, designadamente de Ribeira, de Balança, de Souto, entre outras freguesias do concelho de Amares.
No lugar do Assento, destaca-se a Igreja matriz, com o altar-mor joanino, sendo o orago São Salvador. Junto à porta do fundo da igreja tem uma lápide de mármore onde se lê: “ao saudoso condiscípulo Manoel José Marques, no primeiro aniversário do seu falecimento, o curso teológico de 1908-1911. VI – X – MCMXIV”.
O espaço externo contempla diversas cruzes da via-sacra, das quais sobressaem insígnias e figuras da paixão de Cristo. (Silva, 1958)
De outros nichos religiosos predominantes destaca-se a capela do Senhor dos Passos, construída no ano de 1856 e a capela de S. Roque, com sineira e com padieira da porta a patentear o ano de 1739 e no lugar de Santa Cruz existe uma capela em invocação também a Sta Cruz.

## Lugares
Caneiro, Garcia, Igreja, Lages, Outeiro, Paço, Passos, Perdieiro, Porta, Quintães, Sá, Sá-Novo, Santa Cruz, Santa Eufémia, São Croio e Sequeirô.

## Coletividades
- Associação Desportiva Recreativo e Cultural de Souto
- Junta de Freguesia

## Equipamento/Infra-estruturas sociais e educativas
- Escolas do 1º ciclo de Souto (Sá), ATL, Jardim de Infância, Centro Social e Junta de freguesia.

## Animação Cultural
- Trilho Pedestre do “Couto do Souto” - Características: Duração: 4 horas Distância: 9.5 km Pontos Partida / Chegada: Lugar de Paço, freguesia de Souto.

## Festas e Romarias
- Santa Cruz (1.º domingo de Maio)
- S. Roque (2.º domingo de Agosto)
- Santa Eufémia (1.º domingo de Setembro).

## Pontos de interesse
As ruínas de construções do antigo “Couto de Souto” e a praia fluvial contemplam espaços de interesse diverso.

## Atividades económicas
Agro-pecuária, comércio geral, restaurantes, centro de venda de artesanato, zona de lazer, carpintaria, construção civil.